# Union City (New Jersey)
Pour les articles homonymes, voir Union City.
Union City est une ville du comté de Hudson dans le New Jersey, aux États-Unis. Selon le recensement de 2000, la ville avait une population totale de 66 455 habitants (2010) pour une superficie de 3,28 km2. C'est la ville la plus densément peuplée d'Amérique,,. La ville fait partie du Grand New York.
Cette ville est le résultat de la fusion, opérée le 1er juin 1925, entre les localités de Union Hill et de West Hoboken.